# Carmenta querci
Carmenta querci là một loài bướm đêm thuộc họ Sesiidae. Nó được miêu tả bởi H. Edwards năm 1882, và được tìm thấy ở Hoa Kỳ, bao gồm Colorado và Arizona.
Larvae have been reared from galls on Quercus arizonica và Quercus oblongifolia.